# المار ولی‌یف
اِلمار ولی‌یف (متولد ۳ اکتبر ۱۹۶۰) شهردار شهر گنجه در کشور جمهوری آذربایجان است. وی دارای دو مدرک تحصیلی از دانشگاه فنی جمهوری آذربایجان و آکادمی دولتی جمهوری آذربایجان است.

## طرح ترور
در تیر ماه ۱۳۹۷ شمسی المار ولی‌یف و محافظش توسط فردی به نام «یونس صَفَرُف» از ناحیه سر و گردن مورد اصابت گلوله قرار گرفت. صفرف به فاصلهٔ اندکی توسط پلیس بازداشت شد.